# Constance Pascal
Constance Pascal (Pitești, 24 agosto 1877 – Neuilly-sur-Marne, 21 dicembre 1937) è stata una psichiatra rumena naturalizzata francese che nel 1903 ha passato per prima l'internato in psichiatria e nel 1908 è stata la prima donna a superare un concorso pubblico come psichiatra.

## Biografia
Ventenne, la Pascal lasciò la Romania per trasferirsi a Parigi dove intraprese gli studi di medicina grazie all'eredità conseguente alla morte del padre. Prese la cittadinanza francese e nel 1903 fu la prima donna ad accedere come studente stagista in un ospedale psichiatrico. Questo fu dovuto anche alle lotte condotte da Madeleine Pelletier (anch'essa arrivata a esercitare come psichiatra in un ospedale psichiatrico pubblico) tramite la stampa e in particolare sulla rivista La Fronde per abolire la discriminazione allora vigente nella professione medica verso le donne.
Dopo l'internato all'ospedale Ville-Evrard e a Perray-Vaucluse scrisse la tesi Les formes atypiques de la paralysie générale (1905) ma anche vari articoli di psichiatria. Nel 1908 iniziò il suo lavoro come alienista a Clermont-del'Oise, conducendo una battaglia contro la violenza verso gli internati  e pubblicò il suo primo libro, La démence précoce.
Nel 1913 iniziò a interessarsi dei bambini che soffrivano di turbe psichiche. Avendo contravvenuto, durante la prima guerra mondiale, agli ordini dei superiori che le avevano proibito di soccorrere la popolazione con problemi sanitari al di fuori della sua struttura sanitaria. Nel corso della guerra ebbe una relazione con il generale Justin Mangin dalla quale nel 1916 nacque una figlia, Jeanne. Nel periodo in cui la gravidanza era più avanzata, la Pascal si assentò dall'ospedale adducendo problemi di salute. Dopo il parto, i nomi dei genitori non furono indicati nel certificato di nascita. La Pascal avrebbe riconosciuto la figlia come tale solo nel 1924 ma se ne prese cura da subito con l'aiuto dell'amica Jeanne Streicher.
Durante e dopo la prima guerra mondiale, Pascal fu trasferita varie volte fino ad ottenere, nel 1925, l'incarico di medico capo alle Moiselles diventando così la prima direttrice donna di un ospedale psichiatrico francese e nello stesso periodo scrisse il suo secondo libro insieme a Jean Davesnes, Le traitement par les chocs, pubblicato a cura dell'Académie de Médecine. Si interessò della schizofrenia e dei traumi, della origine genitale della demenza precoce e sperimentò le reazioni dei pazienti alla rimozione artificiale delle inibizioni tramite inalazione di protossido di azoto come coadiuvante nella cura psicanalitica. Nel 1935 pubblicò Chagrin d'amour et psychoses, dove considerò i disturbi affettivi e i traumi da essi derivanti, anticipando le teorie sull'instaurarsi della demenza precoce a causa dei disturbi affettivi in tenera età.
Il 21 dicembre 1937 morì di cancro al seno.

## Opere
- (FR) Constance Pascal, Les formes atypiques de la paralysie générale (Prix de thèse, médaille de bronze), 1905.
- (FR) Constance Pascal, La démence précoce; étude psychologique médicale et médico-légale., Paris, Alcan, 1911,  p. 302.
- (FR) Constance Pascal, Jean Davesne, Traitement des maladies mentales par les chocs, Paris, Masson, 1926,  p. 182.

### Chagrins d'amour et psychoses
- (FR) Constance Pascal, Chagrins d'amour et psychoses, Paris, G. Doin, 1935,  p. 166.
- (IT) Constance Pascal, Tormenti d'amore e psicosi, trad. it. a cura di Liliana Dell'Osso e Daniela Toschi, prefazione di Riccardo Roni, Castelvecchi, Roma 2024.
- (FR) Constance Pascal, Chagrins d'amour et psychoses, Paris, Éditions L'Harmattan, 2000,  p. 166, ISBN 9782738492272.